# Mercedes-Benz T2
Mercedes-Benz T2 — семейство малотоннажных автомобилей компании Mercedes-Benz. Автомобиль также известен как «Дюссельдорфский транспортер», так как он производился в Дюссельдорфе с 1967 года. Третья серия, построенная в 1996 году в Людвигсфельде, называлась Mercedes-Benz Vario. Некоторые автомобили T2 были собраны компанией Mercedes-Benz España на своём сборочном заводе в Алькобендасе.
Для Аргентины первым продуктом T2 является модель L 608 D, выпускавшаяся с 1969 по 1990 год. В 1989 году появились новые модели: L 710, L 914 и LO 814. Производство прекратилось в 1996 году. Венесуэльская версия T2 была произведена в Барселоне компанией Grupo Consorcio 1390 S. A. и получила название Mercedes-Benz L3. Производство длилось с 1969 по 1978 год, когда компания была куплена компанией Ford Motor Company of Australia.

## Первое поколение

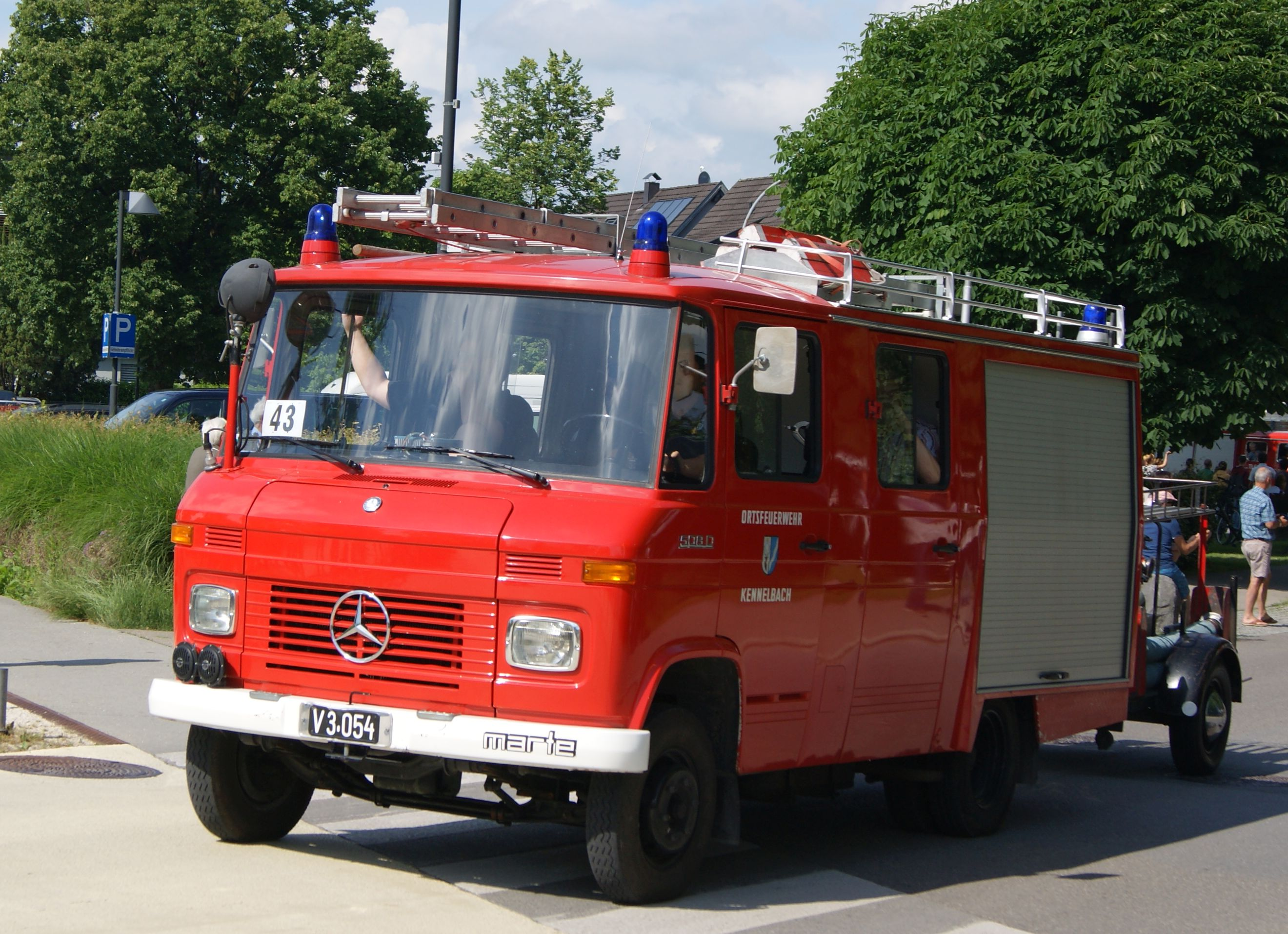
Пожарная машина на базе первого поколения T2

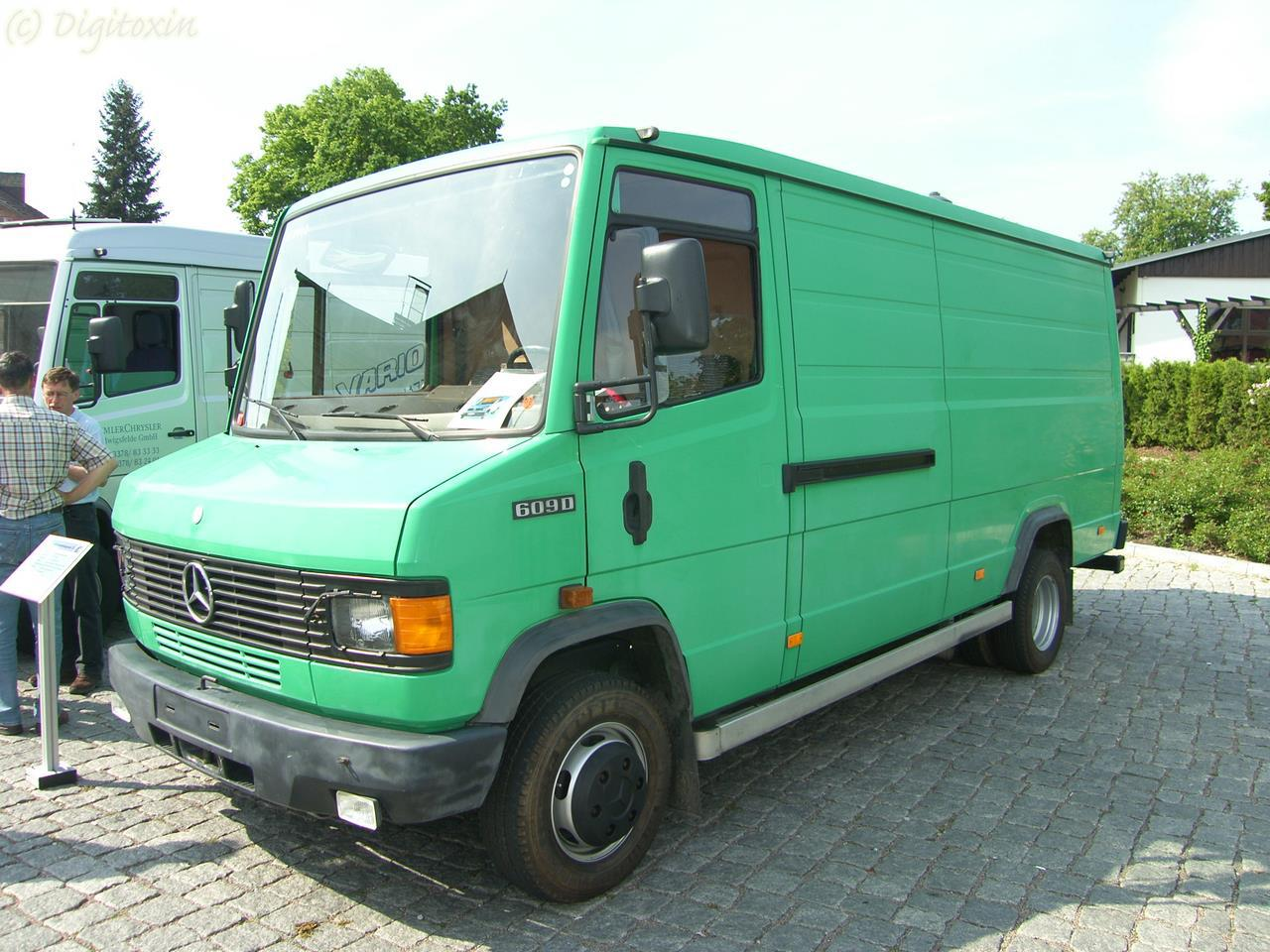
Фургон T2 второго поколения

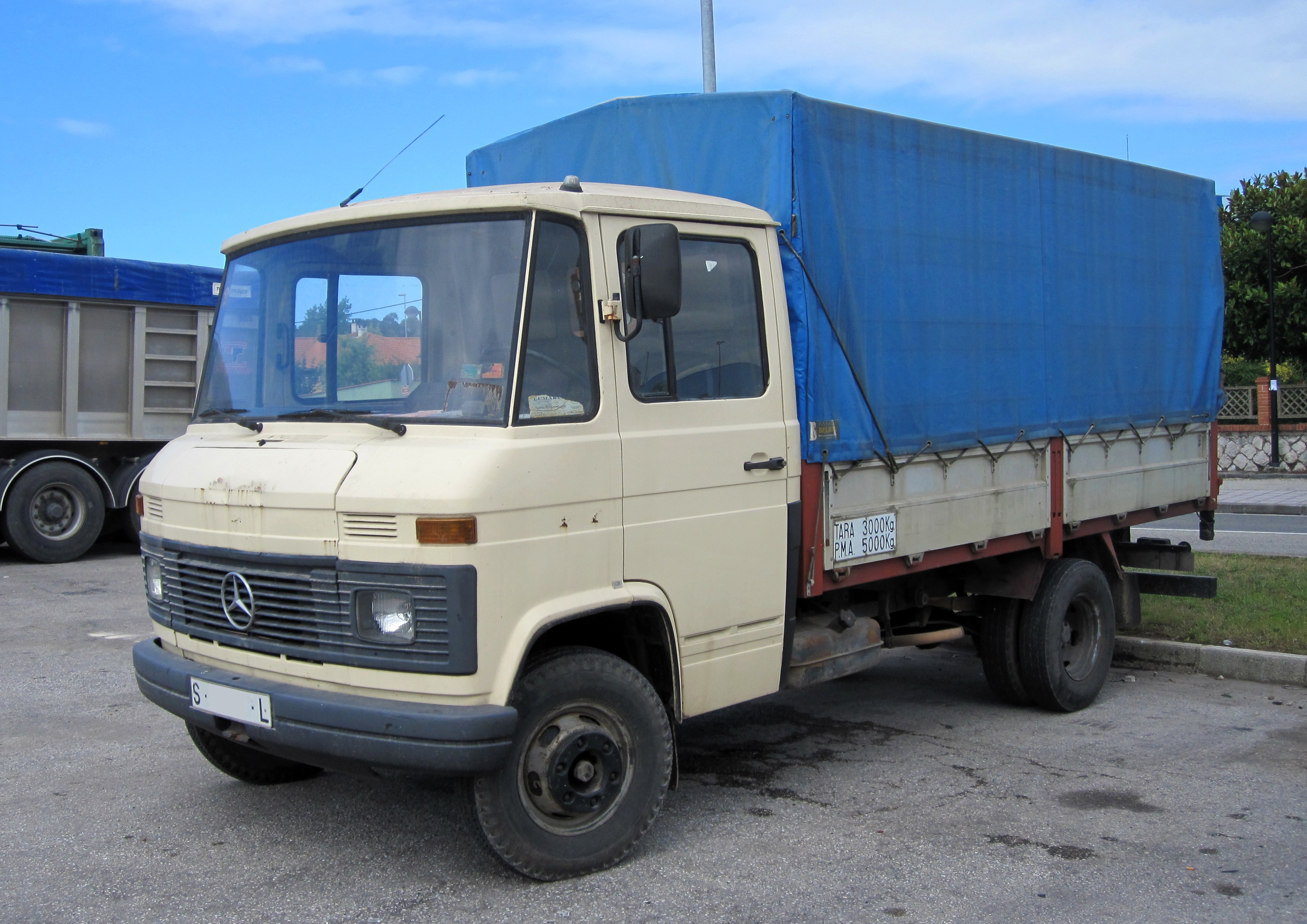
Фургон T2 первого поколения

В 1967 году T2 (1967—1986) был представлен в качестве преемника серии L 319 / L 406. Автомобиль занимал промежуток между среднеразмерным фургоном Mercedes-Benz TN и более тяжёлыми грузовиками, произведёнными в Верте.
T2 был представлен как фургон с однодверной или двухдверной кабинами, а также как микроавтобус. С 1977 года шасси предлагалось для установки кузовов фургона и автобуса в двух различных ширинах. В 1981 году Т2 получил рестайлинг кузова, наиболее заметным отличием при котором стала новая литая решётка радиатора из чёрного пластика. Различные версии T2 были популярны для широкого спектра применений: они использовались для доставки грузов, для стройки, для служб спасения и для очень многих других целей. В начале 1970-х годов T2 также производился под брендом Hanomag-Henschel. В Бразилии и некоторых других южноамериканских странах его оснащали турбонадувными моторами.
Производство автомобилей первого поколения закончилось в 1986 году. Всего было произведено около 450 000 автомобилей.

## Второе поколение
Второе поколение T2 было представлено в начале 1986 году и выпускалось до середины 1996 года. Автомобиль был значительно модернизирован, капот стал длиннее, а дизайн в целом стал более острым. Шасси продавалось в больших количествах в Великобритании и Ирландии во время революции микроавтобусов. Вариации включали модели 609D, 614D, 709D, 711D, 811D, 814D и бензиновую 510.
LO 812 продавался в Австралии с начала 1990-х годов, после чего Westbus приобрёл 26 таких автобусов в 1992 году, а National Bus Company приобрёл 45 таких автобусов в 1994—1995 годах. Другие операторы отрекались от закупок Mercedes-Benz T2.
T2 производился в Аргентине до 1997 года как шасси L 710 и LO 915 для микроавтобусов.
В 1996 году T2 в качестве маршрутного такси был вытеснен Mercedes-Benz Vario, а T2 в качестве фургона был заменён совершенно новым Mercedes-Benz Sprinter. Визуальные различия между Vario и его предшественниками были довольно невелики, но включали новые фары и решётку радиатора. Одновременно с этим был пересмотрен интерьер.

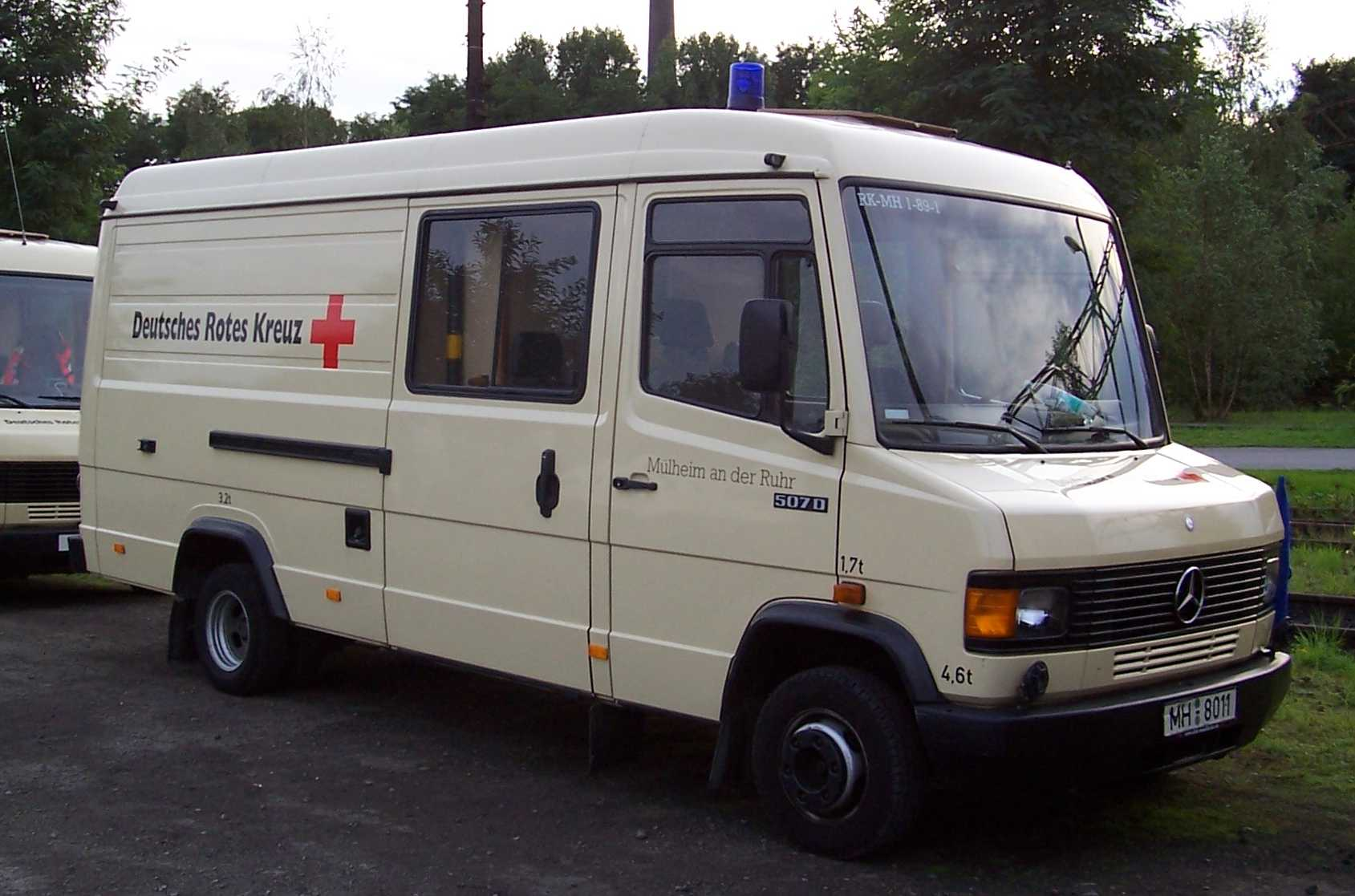
Mercedes-Benz 507D
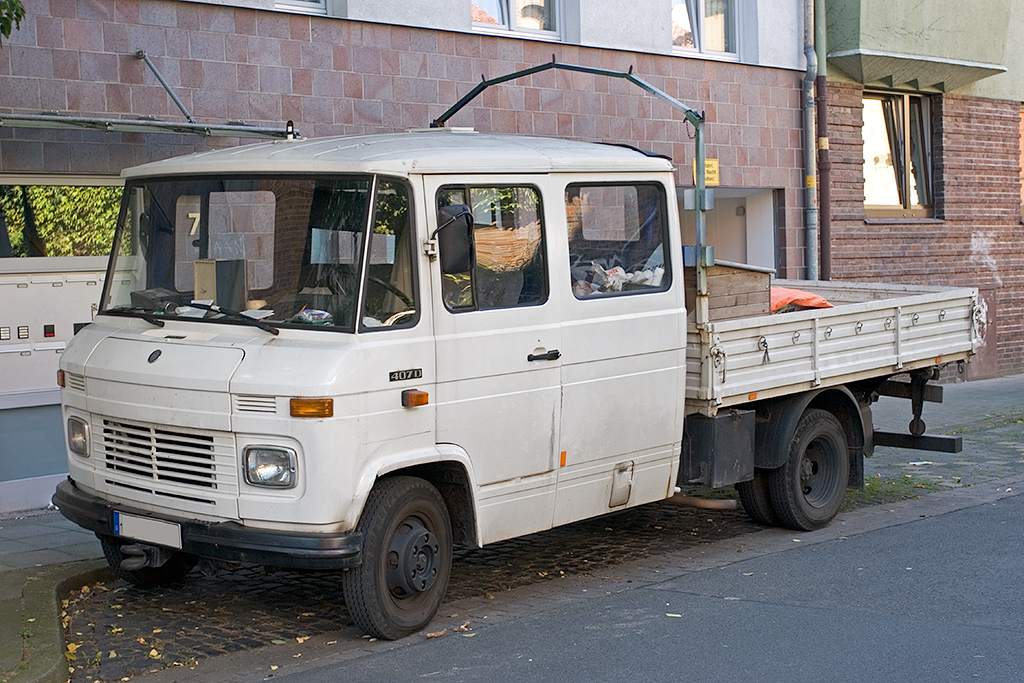
Mercedes-Benz L407D
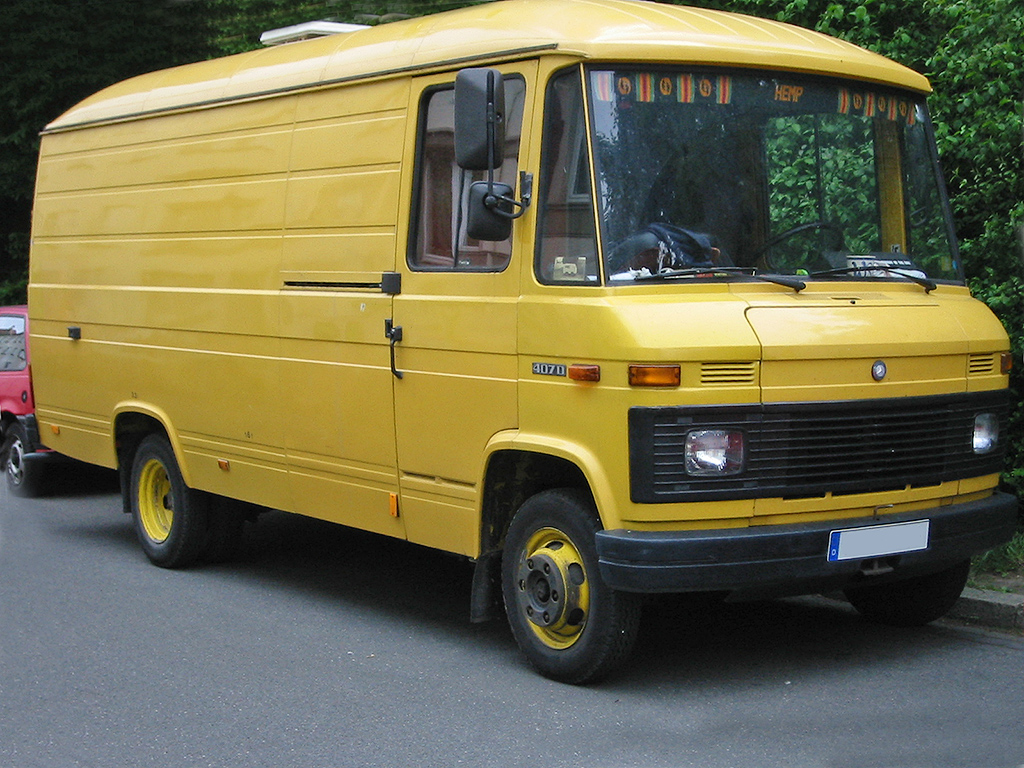
Mercedes-Benz L407D
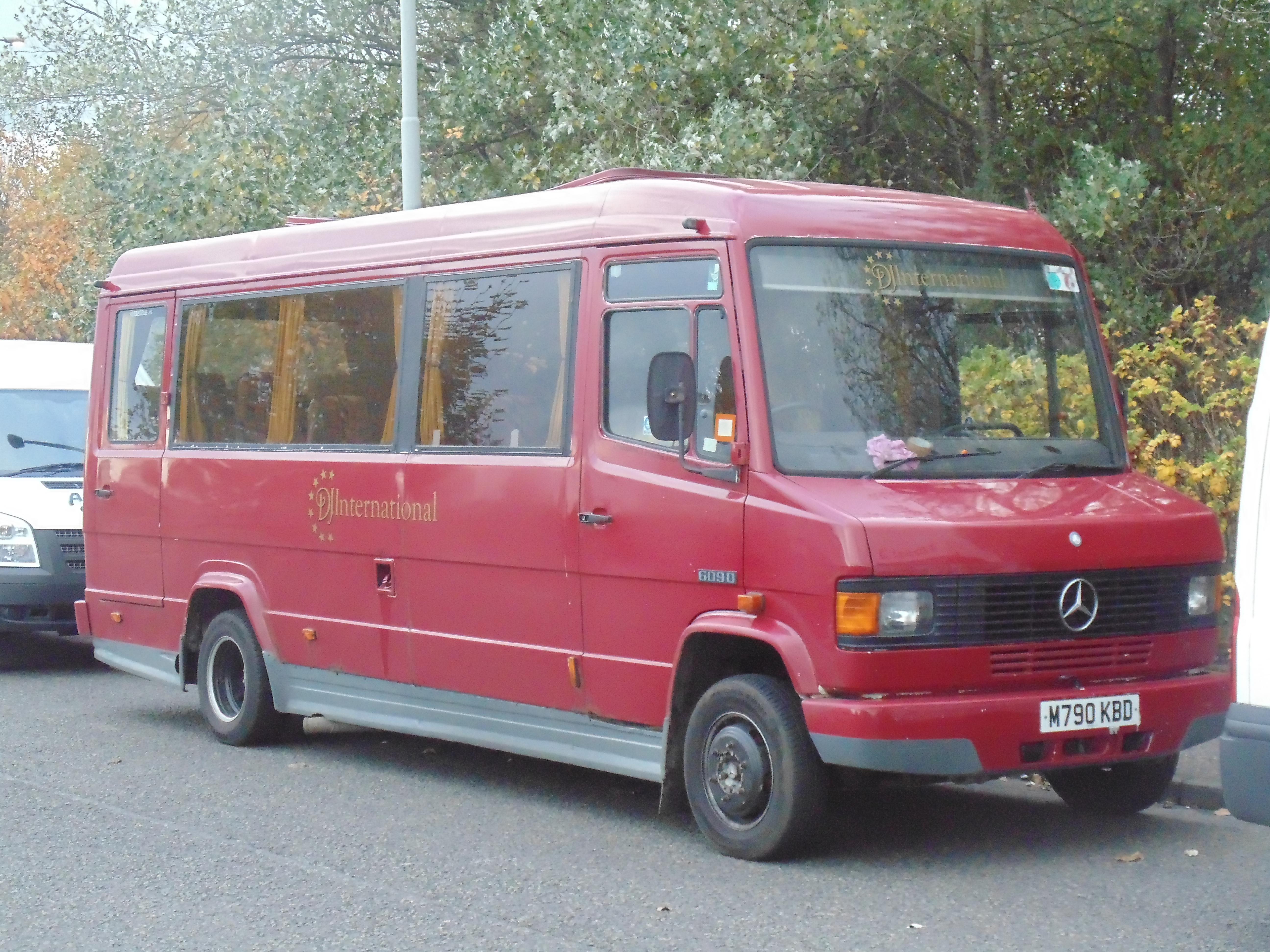
Mercedes-Benz 609D
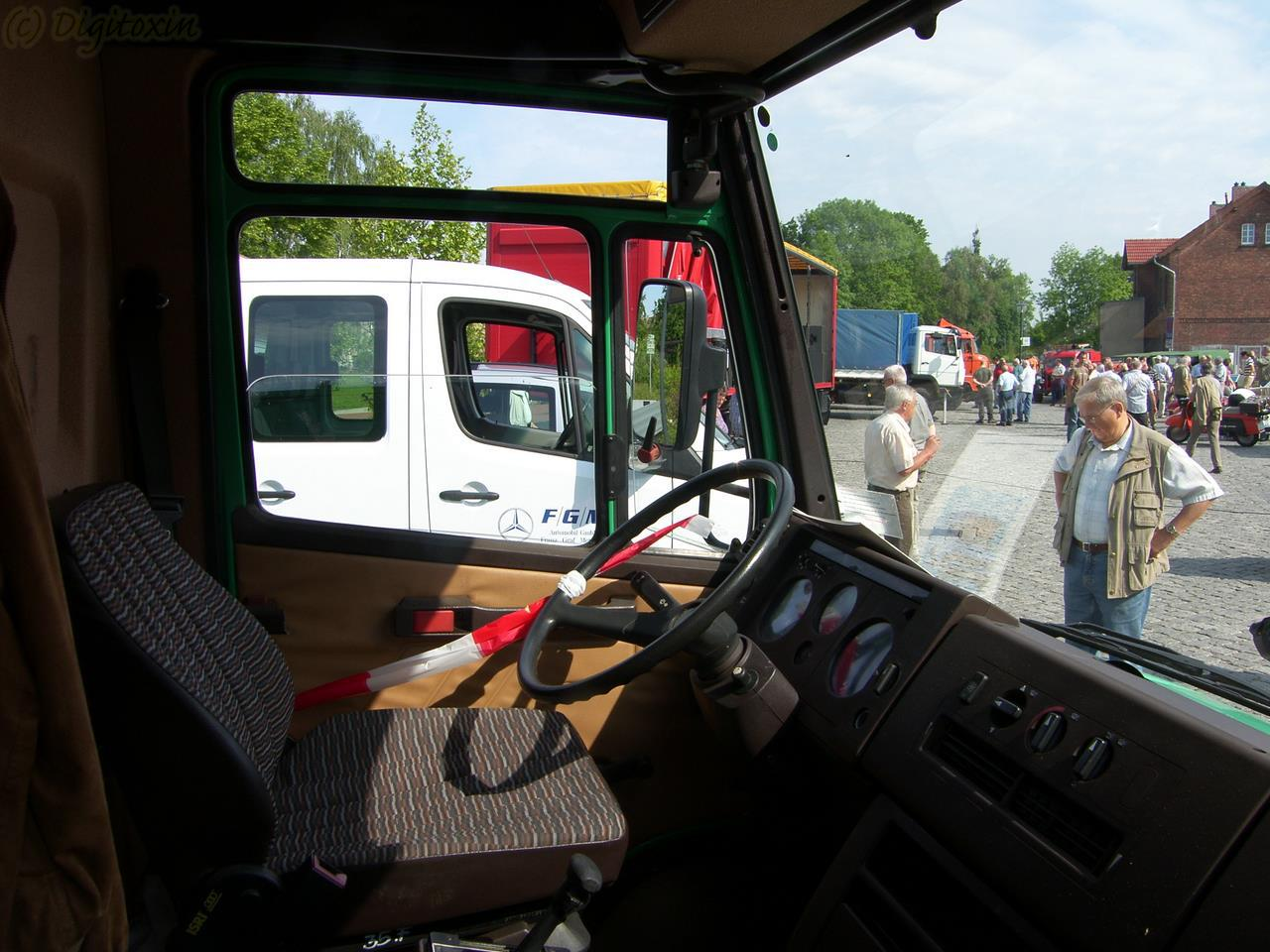
Кабина водителя

## Mercedes-Benz O309
Mercedes-Benz O309 — модель автобуса малого класса, выпускавшегося предприятиями Iran Khodro и Mercedes-Benz Türk с агрегатами Mercedes-Benz T2 первого поколения. За время его производства оснащался 10 различными двигателями — с четырьмя или шестью цилиндрами мощностью 55-130 л. с. O309 был преемником O319 и предшественником фургонов Mercedes-Benz T2 второго поколения и Mercedes-Benz Vario. Внутренние обозначения шасси для O309 — 309, 310 и 313.

## Модификации

### С дизельным двигателем
| Модель                                         | Двигатель                | Количество цилиндров | Расположение цилиндров | Мощность          | Крутящий момент | Годы производства           |
| ---------------------------------------------- | ------------------------ | -------------------- | ---------------------- | ----------------- | --------------- | --------------------------- |
| O 309 (20D) / 406D                             | OM 621                   | 4                    | I4                     | 55 л. с.          | 113 Н*м         | 1967                        |
| O 309 (22D) / 406D                             | OM 615 / 22              | 4                    | I4                     | 60 л. с.          | 126 Н*м         | 1968—1974                   |
| O 309 (24D) / 407D                             | OM 616                   | 4                    | I4                     | 65 л. с.          | 137 Н*м         | 1974—1982                   |
| O 309 (38D) / 408D / 508D / 608D               | OM 314                   | 4                    | I4                     | 80 л. с./85 л. с. | 172 Н*м         | 1968—1972 (408D), 1968—1986 |
| O 309 (56D) / 613D                             | OM 352                   | 6                    | I6                     | 130 л. с.         | 363 Н*м         | 1977—1986                   |
| 507D                                           | OM 616                   | 4                    | I4                     | 72 л. с.          | 137 Н*м         | 1986—1989                   |
| 508D                                           | OM 601 D23               | 4                    | I4                     | 79 л. с.          | 157 Н*м         | 1989—1996                   |
| 609D, 709D, 809D                               | OM 364                   | 4                    | I4                     | 90 л. с.          | 266 Н*м         | 1986—1996                   |
| 711D, 811D                                     | OM 364 A (турбированный) | 4                    | I4                     | 115 л. с.         | 378 Н*м         | 1986—1996                   |
| 611D, 711D, 811D, 614D, 714D, 814D 814DA (4x4) | OM 364 LA                | 4                    | I4                     | 140 л. с.         | 500 Н*м         | 1994—1996                   |

### С бензиновым двигателем
| Модель            | Двигатель  | Количество цилиндров | Расположение цилиндров | Мощность | Крутящий момент | Годы производства |
| ----------------- | ---------- | -------------------- | ---------------------- | -------- | --------------- | ----------------- |
| O 309 (20B) / 408 | M 121      | 4                    | I4                     | 80 л. с. |                 | 1967              |
| O 309 (22B) / 408 | M 115 / 22 | 4                    | I4                     | 85 л. с. |                 | 1968—1974         |
| O 309 (23B) / 409 | M 115 / 23 | 4                    | I4                     | 90 л. с. | 160 Н*м         | 1974—1982         |
| O 309 (23B) / 410 | M102       | 4                    | I4                     | 95 л. с. | 170 Н*м         | 1982—1986         |
| 510               | M102       | 4                    | I4                     | 95 л. с. | 185 Н*м         | 1986—1996         |